# کلیشاد و سودرجان
کلیشاد و سودرجان، شهری در بخش مرکزی شهرستان فلاورجان در استان اصفهان ایران است که در فاصله ۱۰ کیلومتری شهر اصفهان قرار دارد. این شهر دارای مجموعه ویلا سازی‌ها و مجموعه باغ رستوران‌های فراوان است که از چهار محله تشکیل شده است.
نام این شهر از دو محلّهٔ «کلیشاد» و «سودرجان» گذاشته شده است و حدّفاصل این دو محل، یک خیابان است؛ امّا فرهنگ، لهجه و برخی از آداب و رسوم این دو محلّه به‌طور چشمگیری متفاوت است. افجد و آغچه‌بدی نیز قسمت‌هایی از شهر کلیشاد و سودرجان به‌شمار می‌روند. وجه تسمیه کلیشاد و سودرجان را وجود دو قلعهٔ قدیمی به این‌نام‌ها در این دو محل گفته‌اند که شهر سودرجان در قدیم یک قلعه یا کاروانسرایی بوده است که این قلعه یا کاروانسرا در حال حاضر محلی بین مزارع کشاورزی شهر سودرجان و شهر ابریشم قرار گرفته است که با توجه به عدم وجود فیزیکی قلعه، مردم و ساکنان محلی آن قسمت را با نام قلعه می‌شناسند. این قلعه با نام قلعه سورگان شناخته می‌شده است و با گذر زمان و تغییر آوایی و گویشی در نام این شهر، این نام به سورگون و بعدها به سودرجان تغییر پیدا کرده است که حتی در گویش محلی از سوی بومیان منطقه و مناطق اطراف هنوز هم نام این شهر به صورت عامیانه «سورگون» ذکر می‌شود و به اهالی این شهر «سورگونی» می‌گویند.
افجد یکی از محله‌های شهر کلیشاد و سودرجان از توابع شهرستان فلاورجان می‌باشد. در وجه تسمیه افجد نقل شده که افجد، روستایی در جنوب غرب اصفهان بوده است که در منطقه لنجان سفلی می‌باشد. این روستا داری قنات آبی بوده که از زیر یک مسجد در روستای سهلوان (شهر بهاران) سرچشمه می‌گرفته و نیز آب این قنات در محل افجد از داخل مسجد گذر می‌کرده که هنوز نهر خشک شده در داخل مسجد قدیمی محل قراردارد و نام روستا از کلمه آبمسجد که در لهجه محلی اوجِد و ابجِد بیان می‌شده و درگذر زمان به افجد تغییر یافته است.
«وجه تسمیه محله آغچه بدی نیازمند درج ویراستار است»

## جغرافیا

### موقعیت جغرافیایی
شهر کلیشاد و سودرجان در کنار شهر ابریشم و شهرداری منطقه ۱۳ اصفهان که در دشتی در ۱۱کیلومتری جنوب غربی اصفهان و ۱/۵ کیلومتری جنوب شرقی فلاورجان و شرق بزرگراه اصفهان به زرین‌شهر قرار دارد.
این شهر از شمال به شهرستان‌های خمینی‌شهر و نجف آباد، از جنوب به شهرستان مبارکه، از شرق به شهرستان اصفهان و از غرب به شهرستان لنجان محدود می‌شود.

### ارتفاعات
ارتفاعات مهم شهر شامل: ایران کوه (شاه کوه)، کوه فیروزان و نیز گردنه آبنیل است که در انتهای جنوبی ایرانکوه (شاه کوه) واقع است و راه اصفهان به گرکن شمالی (پیربکران) از آن عبور می‌نماید. این شهرستان قریب به ۱۶۰۰ متر از سطح دریا ارتفاع دارد.

### آب و هوا
کلیشاد و سودرجان دارای آب و هوایی معتدل و خشک است. وجود ساحل زیبای زاینده رود و درختان فراوان و انبوه سبب اصلی اعتدال هوا در کلیشادوسودرجان است. زاینده رود مهم‌ترین منبع تأمین آب زراعتی در شهر می‌باشد که به وسیلهٔ انشعابات کوچک و بزرگ خود نیاز مزارع کشاورزی را تأمین می‌کند.

## مردم

### جمعیت
نرخ رشد و گسترش شهرنشینی زمینه‌های اقتصادی حاصل از گسترش فعالیت‌های صنعتی در منطقه کلیشاد و سودرجان می‌باشد. تاقبل از حمله افغانها به ایران به صورت دو قلعه کلیشاد و سودرجان وجود داشته است و در حال حاضر حدود ۲۴ هزار نفر جمعیت دارد.

## اهمیّت کلی شهر
رودخانهٔ زاینده رود از کنار این شهر عبور می‌کند که این شهر را از چشم‌اندازهای زیبایی برخوردار نموده و به ایجاد پارک ساحلی کلیشاد منجر شده است. از جاذبه‌های گردشگری شهر می‌توان به پارک زیبای ساحلی این شهر در حاشیهٔ رودخانهٔ زاینده‌رود (با امکانات تفریحی و ورزشی) و برج‌های کبوترخانه (مربوط به دوره قاجاریه) اشاره کرد.

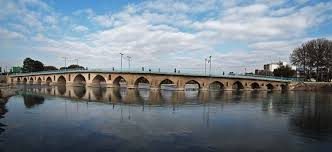
نمایی از پل ورگان

از بناهای تاریخی این شهر حمام تاریخی آن است که در فهرست آثار ملی ثبت شده است.
مسجد جامع شهر کلیشاد نیز از مکان‌های دیدنی است که با ترکیبی از معماری مدرن و سنتی، بنایی زیبا به‌وجود آورده است و هم‌اکنون میزبان برگزاری مجالس مذهبی همچون محفل انس با قرآن کریم، اعتکاف،و … است و در حال حاضر به زورخانه تبدیل شده است.

### اماکن مذهبی
از جمله اماکن مذهبی شهر می‌توان به بقعه‌های سیدابراهیم و شاه‌عبدالله در کلیشاد و سید عبدالله معروف به امامزاده شاهجراء در سودرجان اشاره کرد و مسجد اعظم سودرجان، مسجد بقیةالله سودرجان، مسجد جامع کلیشاد و حسینیه حضرت ابوالفضل کلیشاد نیز جزو اماکن مذهبی این شهر به حساب می‌آیند.

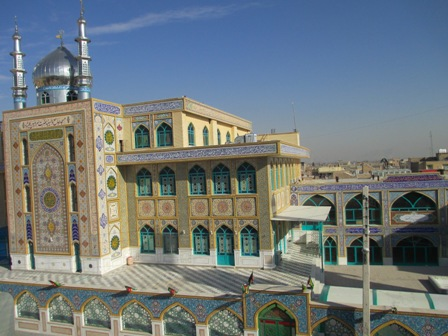
نمایی از مسجد جامع کلیشاد

### پارک ساحلی کلیشاد
این پارک در مجاورت زاینده‌رود قرار دارد.

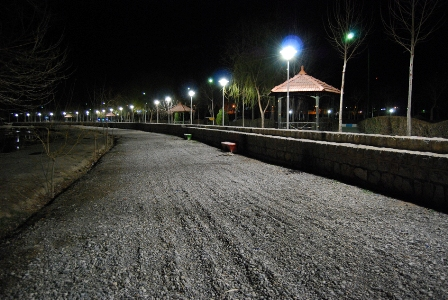
پارک ساحلی

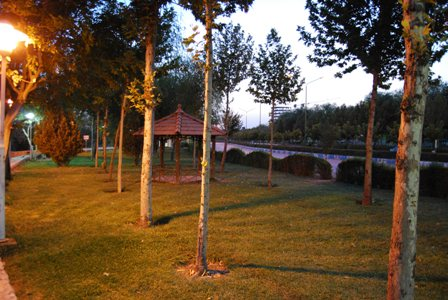
پارک ساحلی

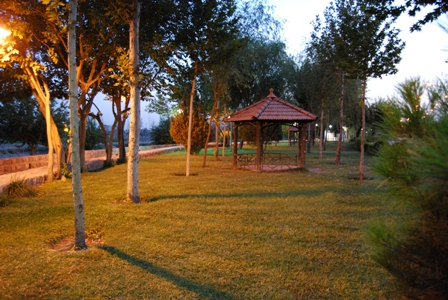
پارک کلیشاد

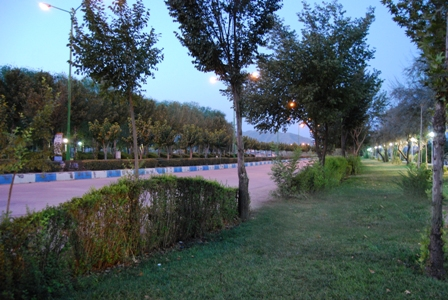
پارک ساحلی

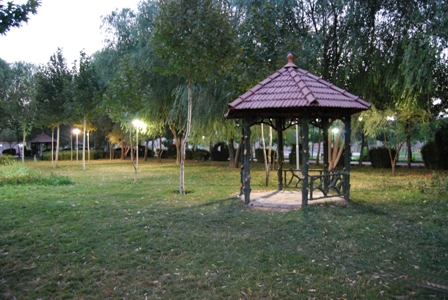
پارک ساحلی

### اماکن فرهنگی
اماکن فرهنگی شهر شامل دانشگاه هنر، دانشگاه علمی کاربردی، کتابخانه مرکزی عمومی و سالن ورزشگاه سودرجان است.

## اقتصاد

### کشاورزی
کشاورزی مهم‌ترین اشتغال مردم این شهر به حساب می‌آید و هرساله محصولات مختلفی نظیر برنج (با کیفیت مرغوب) معروف به برنج لنجان، سیب زمینی، پیاز، گندم، جو و انواع صیفی‌جات تولید می‌شود.

### صنعت
در این شهر یکی از بزرگ‌ترین شرکت‌های داروسازی ایران به نام شرکت داروسازی امین فعالیت دارد.